# Liste der barocken Skulpturen und Brunnen im Schlossgarten Schwetzingen
Diese Liste umfasst sämtliche Statuen, Büsten und Brunnen im Schlossgarten von Schwetzingen. Die unzähligen Gartenvasen sind hier nicht erfasst.

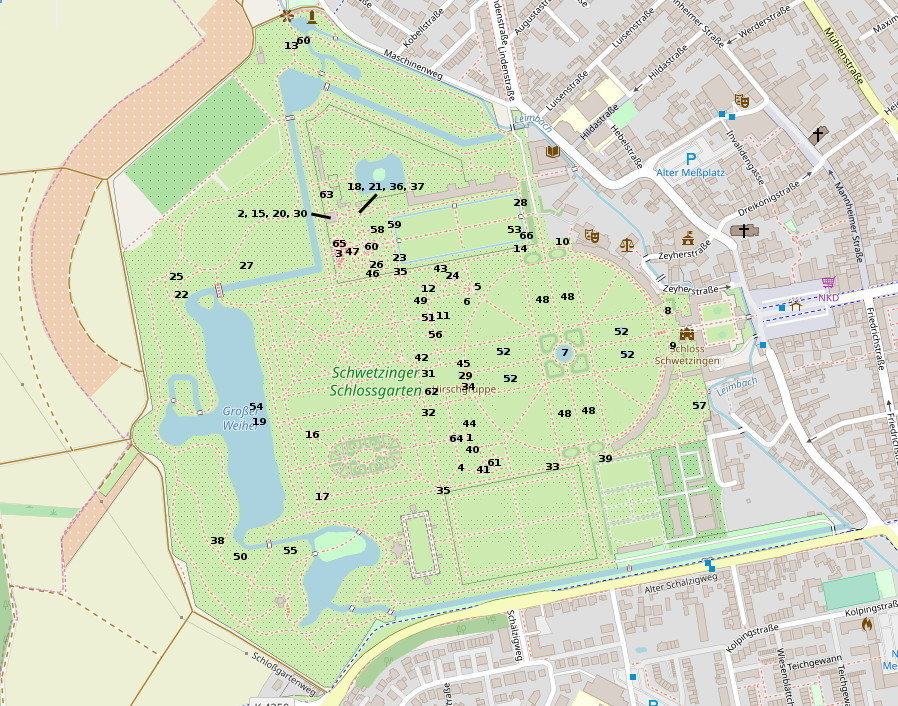
Karte der Skulpturen und Brunnen

| Name                                             | Beschreibung | Bild |
| ------------------------------------------------ | --- | ---- |
| 1 Sterbende Agrippina                            | Statue von Andrea Vaccia, vor 1713 – dargestellt ist Agrippina die Jüngere, die ihr Sohn Nero ermorden ließ. |      |
| 2 Appolino Tribuna                               | Statue am Badhaus – Nachbildung einer Hellenistischen Statue, die sich als römische Kopie in den Uffizien in Florenz erhalten hat |      |
| 3 Lyraspielender Apoll                           | Statue, um 1770 von Peter Anton von Verschaffelt am Apollotempel – Apollon, der Gott des Lichts wurde schon in der Antike lyraspielend dargestellt |      |
| 4 Lykischer Apoll                                | Statue nach antikem Vorbild im Athener Lykäum von Paul Egell, ursprünglich für das Mannheimer Schloss |      |
| 5 Alexander                                      | Büste von Franz Conrad Linck |      |
| 6 Antonius                                       | Büste von Franz Conrad Linck |      |
| 7 Arionbrunnen                                   | Mittelpunkt des Kreisparterres, Brunnenanlage mit Statuen von Barthélemy Guibal – ursprünglich für den Schlossgarten von Lunéville, 1766 in Schwetzingen aufgestellt |      |
| 8 Arkadische Atalante                            | Statue von Heinrich Charrasky – Atalante ist in der griechischen Mythologie eine jungfräuliche Jägerin aus Böotien und Arkadien |      |
| 9 Böotische Atalante                             | Statue von Heinrich Charrasky |      |
| 10 Bacchus                                       | Statue am Kreisparterre von Andrea Vacca – Bacchus resp. Dionysos, Gott des Weines |      |
| 11 Bacchus                                       | Statue in den Angloisen – ungewöhnliche Darstellung mit Füllhorn |      |
| 12 Bacchuskinder                                 | Statue von Franz Conrad Linck |      |
| 13 Botanik                                       | Statue im Tempel der Waldbotanik, um 1770 von Francesco Carabelli |      |
| 14 Ceres                                         | Statue von Paul Egell, ursprünglich für das Mannheimer Schloss – römische Göttin des Ackerbaus |      |
| 15 Cupido                                        | Statue am Badhaus – wie die anderen hier wohl eine Nachbildung eines antiken Originals |      |
| 16 Denkmal für die Gartenbaukunst                | 1771 von Peter Anton von Verschaffelt |      |
| 17 Denkmal für die gefallenen Römer und Teutonen | 1768 von Peter Anton von Verschaffelt |      |
| 18 Domitian                                      | Büste von Franz Conrad Linck |      |
| 19 Flussgott Donau                               | Statue von Peter Anton von Verschaffelt am Großen Weiher |      |
| 20 Faun von Ildefonso                            | Statue am Badhaus – Nachbildung einer römischen Kopie einer hellenistischen Statue im Prado (Madrid) |      |
| 21 Faustina                                      | Büste von Franz Conrad Linck |      |
| 22 Fortuna                                       | Statue |      |
| 23 Der Frühling                                  | allegorische Statue am Orangerieparterre, dem Umkreis von Barthélemy Guibal zugeschrieben |      |
| 24 Galateabrunnen                                | Brunnen mit Statue, um 1715 von Gabriel de Grupello |      |
| 25 Geomethria                                    | allegorische Statue |      |
| 26 Gladiator                                     | Büste von Franz Conrad Linck |      |
| 27 Gnomika                                       | allegorische Statue der Gnomik |      |
| 28 Der Herbst                                    | allegorische Statue am Orangerieparterre, dem Umkreis von Barthélemy Guibal zugeschrieben |      |
| 29 Hirschgruppe                                  | Brunnen mit Statuen, 1769 von Peter Anton von Verschaffelt am Spiegelbassin |      |
| 30 Idolino                                       | Statue am Badhaus – Nachbildung einer römischen Kopie einer griechischen Bronze-Statue im Archäologischen Museum Florenz |      |
| 31 Juno                                          | Statue von Peter Anton von Verschaffelt am Spiegelbassin, 1766–1769 |      |
| 32 Justitia                                      | Statue, 1715–1716 von Gabriel de Grupello |      |
| 33 Kallirhoe                                     | Statue |      |
| 34 Kybele                                        | Statue von Peter Anton von Verschaffelt am Spiegelbassin |      |
| 35 Löwentreppen                                  | Vier Löwenstatuen von Peter Anton von Verschaffelt an den Endpunkten der Querallee zwischen Moscheegarten und Orangerieparterre |      |
| 36 Marcellus                                     | Büste von Franz Conrad Linck |      |
| 37 Marciana Augusta                              | Büste von Franz Conrad Linck |      |
| 38 Mars                                          | Statue, um 1740 vermutlich von Paul Egell |      |
| 39 Merkur                                        | Statue an der Arkadenallee |      |
| 40 Merkur                                        | Statue von Gabriel de Grupello in den Angloisen, 1700–1709 |      |
| 41 Minerva                                       | Statue im Minervatempel |      |
| 42 Minerva                                       | Statue von Gabriel de Grupello in den Angloisen, 1700–1710 |      |
| 43 Minerva                                       | Büste in den Angloisen |      |
| 44 Minerva Pictura                               | Statue von Gabriel de Grupello, 1700–1709 |      |
| 45 Neptun                                        | Statue von Peter Anton von Verschaffelt am Spiegelbassin |      |
| 46 Neptunbrunnen                                 | Brunnen |      |
| 47 Nymphenbrunnen                                | Brunnen mit Statuen am Apollotempel |      |
| 48 Obelisken                                     | vier gleichförmige Obelisken im Kreisparterre |      |
| 49 Felsen des Pan                                | Statue, 1774 von Peter Simon Lamine |      |
| 50 Poetica                                       | allegorische Statue von Peter van den Branden |      |
| 51 Puttenbassin in den Angloisen                 | Brunnen mit Statue |      |
| 52 Puttenbassins im Kreisparterre                | vier Brunnen mit Statuen, symmetrisch um den Arionbrunnen |      |
| 53 Puttengruppe im Orangerieparterre             | zwei von ehemals vier Statuen von Franz Conrad Linck |      |
| 54 Flussgott Rhein                               | Statue von Peter Anton von Verschaffelt am Großen Weiher |      |
| 55 Rhetorica                                     | allegorische Statue der Rhetorik |      |
| 56 Schlangenbad                                  | schlangenförmiges Bassin in den Angloisen |      |
| 57 Seepferd-Gruppe                               | Brunnen, 1709 bis 1716 von Gabriel Grupello, 1824 in den Westflügel des Karlsruher Schlossgartens versetzt, seit 1994 im Lapidarium in der Orangerie, 1996 wurde je eine der Kopien an den Originalstandorten in den Schlossgärten in Karlsruhe und Schwetzingen aufgestellt |      |
| 58 Solon                                         | Büste von Franz Conrad Linck |      |
| 59 Der Sommer                                    | allegorische Statue am Orangerieparterre, dem Umkreis von Barthélemy Guibal zugeschrieben |      |
| 60 Sphingen                                      | mehrere Sphingengruppen von Peter Anton von Verschaffelt am Naturtheater und am Tempel der Botanik, um 1770 |      |
| 61 Tritonenbrunnen                               | Relief am Minervatempel |      |
| 62 Vulkan                                        | Statue von Peter Anton von Verschaffelt am Spiegelbassin |      |
| 63 Brunnen der Wasserspeienden Vögel             | Brunnenanlage mit Vogelstatuen |      |
| 64 Wildschweinbassin                             | Brunnen an der Urnenallee in den Angloisen, ohne Skulptur |      |
| 65 Wildschweingrotte                             | Statue von Barthélemy Guibal |      |
| 66 Der Winter                                    | allegorische Statue am Orangerieparterre, dem Umkreis von Barthélemy Guibal zugeschrieben |      |